# Ideocrazia
Con ideocrazia si intende una forma di governo o di organizzazione politica e sociale fondata su un'ideologia unica e predominante. In questi sistemi, l'ideologia permea profondamente la politica e tende a influenzare la maggior parte, se non tutti, gli ambiti della società. L'ideologia ideocratica viene presentata come un principio assoluto, universale e superiore per interpretare la vita sociale, assumendo un ruolo paragonabile a quello di una divinità in una religione monoteista.
Il termine deriva dalle parole greche idéa (idea) e kràtos (potere, dominio), quindi può essere interpretato come un "governo delle idee" o un sistema in cui l'ideologia è il principio guida dell'autorità politica.
Un regime ideocratico si distingue perché la legittimazione del potere deriva dall'adesione a una dottrina specifica, piuttosto che da elezioni democratiche, dalla tradizione o dalla forza militare. Esempi di governi ideocratici includono stati totalitari basati su ideologie politiche fortemente strutturate, come il comunismo sovietico o il nazismo. Anche il diritto canonico che regola l'ordinamento giuridico della Chiesa cattolica possiede caratteri  ideocratici.